# Romersk arkitektur
Romersk arkitektur utvecklades ur den grekiska men fick tidigt en mer urban prägel än denna. Av grekerna ärvde romarna till exempel tempel-, teater-, palats-, privathus- och basilikaarkitekturen, av etruskerna valvet medan fusionen mellan dessa och till exempel termerna var egna bedrifter. Till de grekiska kolonnordningarna lade man sin egen kompositordning. En betydelsefull uppfinning var den naturliga cementen, puzzola, med vilken romarna kunde uppföra gigantiska kupoler och akvedukter. Romersk arkitektur koncentrerade sig mer på rummet än grekisk.

## Termer
- Apodyterium
- Caldarium
- Frigidarium
- Palaestra
- Sudatorium
- Tepidarium

## Tempelarkitektur

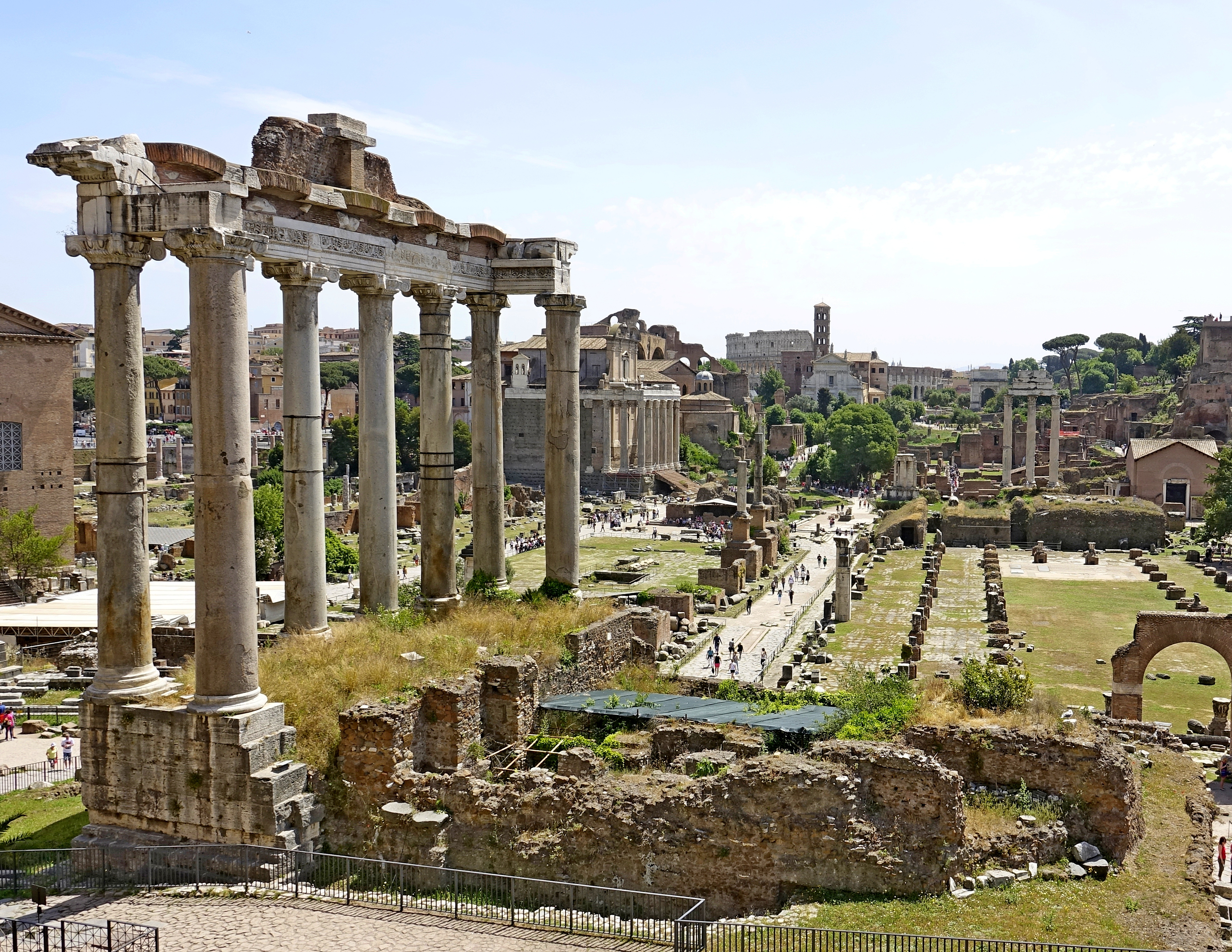
Saturnustemplet, Rom, Forum Romanum

- Atrium
- Basilika
- Podium
- Kampanil

## Domus - Privatbostadshus

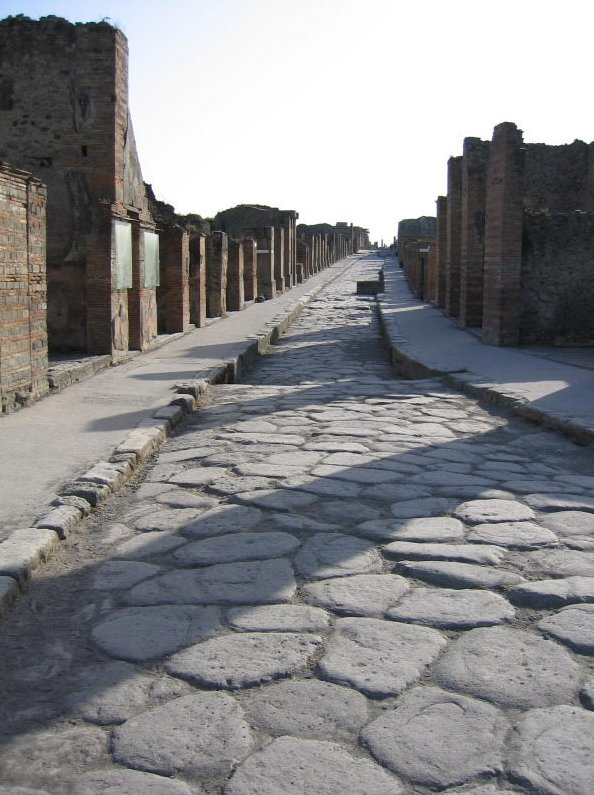
Romersk väg i Pompeji

- Ala
- Atrium
- Cubiculum
- Impluvium
- Peristylium
- Tablinium
- Vestibulum

## Profan arkitektur
- teatermotiv

## Romerska byggnadsverk
- Caracallas termer
- Colosseum
- Forum Romanum
- Hadrianus villa, Tivoli
- Maison Carrée, Nîmes
- Konstantinbågen
- Pantheon
- Titusbågen
- Trajanuskolonnen

## Övrigt
- Toskansk ordning
- Vitruvius
- Castrum